# Седлар
Седлар је јужнословенско презиме. Значајни људи са презименом су:
- Александар Седлар (1982), српски музичар
- Јаков Седлар (1952), хрватски филмски режисер